# 915

## Esdeveniments
- 28 de maig: Al-Qáïm, fill del fatimita Ubayd-Al·lah al-Mahdí, torna a Raqqada després del seu fracàs contra Egipte.[1]
- Els barbarescos prenen a l'assalt la ciutat de Gallipoli. Serà recuperada per l'exèrcit romà d'Orient l'any 945.
- Primavera: el Papa Joan X organitza una lliga italiana contra els sarraïns, presidida per Berenguer I d'Itàlia. L'estrateg romà d'Orient de Longobardia, Nicola Picingli, envia les seves galeres sobre Nàpols i força la ciutat i les seves veïnes a trencar la seva aliança amb els àrabs.[2]
- Juny: els barbarescos musulmans, que s'han instal·lat en massa al llarg de Garigliano, són assetjats durant tres mesos, una flota romana d'Orient remunta el riu per impedir els seus vaixells d'escapar-se.[3]
- Agost: batalla de Garigliano. Victòria important del papa Joan X i del senador Teofilacte sobre els sarraïns. Els supervivents sarraïns han d'abandonar la seva base.[4]
- 16 de setembre:[5] Guy esdevé marquès de Toscana a la mort del seu pare Adalbert, sota la regència de la seva mare Berta de Lotaríngia.

- Vratislau I regna a Bohèmia (fi l'any 921).[6]
- Arribada a l'estepa d'Ucraïna dels petxenegs, poble turc que s'alia a l'Imperi Romà d'Orient.[7]

## Naixements
- Guillem II d'Aquitània

## Necrològiques
- Sunyer II d'Empúries